# Openbox
Openbox — відкритий менеджер вікон, який поширюється під загальногромадською ліцензією GNU. Спочатку в основі Openbox лежав віконний менеджер Blackbox 0.65.0, але потім був він повністю переписаний на мові програмування C і починаючи з версії 3.0 не базується на програмному коді Blackbox.
Openbox розроблений бути маленьким і швидким, він підтримує багато функцій, таких як меню, за допомогою якого користувач може керувати застосунками. Openbox встановлений за замовчуванням в таких дистрибутивах як LXDE, CrunchBang Linux, Archbang і TinyMe.

## Використання Openbox
Openbox дозволяє використовувати головне меню при натисненні правої клавіші миші (або по будь-якому іншому назначеному сполучені клавіш) на робочому столі, також дозволяє користувачам змінювати спосіб керування вікнами. Коли вікно мінімізовано воно робиться невидимим. Щоб знову побачити його використовуйте сполучення Alt + Tab або меню робочого столу по натисненню правої клавіші миші. Зазвичай Openbox доповнюють різними невеликими програмами, які додають іконки, панель задач (taskbar), launchers, eyecandy та інші корисні функції.

## Налаштування Openbox

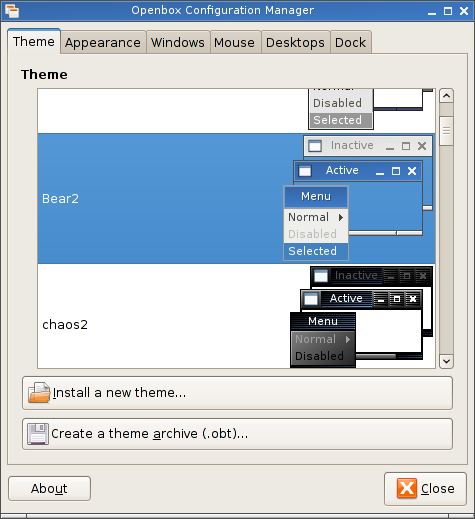
Утиліта Obconf

У теці ~/.config/openbox розміщені два файли конфігурації — menu.xml и rc.xml. Існують також загальні для всіх користувачів файли з такою ж назвою у теці /etc/xdg/openbox/. Якщо користувачі не хочуть редагувати файли вручну, це можна здійснити за допомогою інструмента obconf. В ньому може бути налаштований зовнішній вигляд вікон, їх поведінка і спосіб керування мишкою. Наприклад, якщо користувач бажає щоб вікно переміщалось на робочий стіл 3, коли натиснута клавіша меню і середня кнопка миші, він це може з легкістю зробити.
Прокрутка на іконці для переміщення на наступний/попередній робочий стіл, розвертання/скручення при натиснені на вікно чи при пересуванні — усе це можна повністю налаштувати.
Існує також інструмент obmenu для редагування меню Openbox через інтерфейс користувача.

## Унікальні особливості
Меню Openbox може бути динамічним. Це здійснено за допомогою прийняття виводу скрипту як джерела для меню. Щоразу, коли користувач наводить курсор миші на підменю, скрипт запускається і генерує меню. Ця можливість забезпечує користувачам і розробникам програмного забезпечення більшу гнучкість, ніж стандартне статичне меню в більшості інших віконних менеджерів.
Наприклад два розробники написали скрипт на Python, котрий показує нові листи на Gmail в підменю.